# Werner Icking Music Archive
Werner Icking Music Archive（ヴェルナー・イッキング・ミュージック・アーカイブ、度々WIMAと略される）とはパブリックドメイン音楽の、自由使用ライセンスが付与された楽譜を掲載しているウェブアーカイブである。楽譜の電子化はボランティアで進められ通常PDF形式で保存される。WIMAはかつて存在していたGMD Music Archiveを復活させ、創設者であるヴェルナー・イッキング (Werner Icking)から名前が取られた。クリスチャン・モンドラップが2001年からアーカイブの管理を引き継いだ。

## 歴史
イッキングの当初のアーカイブであるドイツにある GMD (Gesellschaft für Mathematik und Datenverarbeitung)は最も古い、楽譜のオンライン共同ディストリビューションサイトだった。イッキングが死去した2001年以降、サイトの管理はデンマークの作曲家でコンピュータプログラマーのクリスチャン・モンドラップが引き継ぎ、創設者を称える形でWerner Icking Music Archiveに改称。2010年2月までデンマークのオーフス大学にあるDepartment of Computer Science (DAIMI)で管理されていた。その2012年2月に大学による管理が終了し、モンドラップは同じデンマークのPaldam IT社による商用ウェブホストに移転することを決断した。
WIMAはクラシック音楽が主だが、ジャズの楽譜も提供している。またTeXをベースにしたオープンソースのタイプセッティングユーティリティのスイートであるMusiXTeXのホームページでもある。WIMAにある楽曲の大半は古楽であり、掲載されているいくつかのそれの楽譜はそれらの楽曲の最初のモダンエディションである。現代の演奏家数名はWIMAで自身の作品を発表している。またWIMAで提供されているより古い音楽は著作権の対象外となっている。

## ヴェルナー・イッキング
数学者で計算機科学者のヴェルナー・イッキング（1943年6月25日 - 2001年2月8日）はキャリアの大半がドイツのサンクト・オーガスチンにある応用数学と計算機科学の国営研究所であるGesellschaft für Mathematik und Datenverarbeitung (GMD)によるものである (GMDは後にフラウンホーファー協会に吸収された)。MusiXTeXソフトウェアの開発、配布の中核としてだけでなく最も著名なバッハのソロ・ヴァイオリンとチェロ作品の完全な原典版といったバロック音楽作曲家の作品の新版も生み出していた。子供の頃からヴァイオリンを弾いており、Musikschule der Bundesstadt Bonn (City of Bonn Music School)のチェンバー・オーケストラにおいて第一ヴァイオリン奏者も務めた。イッキングは仕事から帰る途中の自転車事故により57歳で死去した。Werner Icking Music Archiveにある幾つかのオリジナル作品はイッキングの記憶に捧げるものとなっている。また彼の学術的著書は以下の通り:
- BITS programmer's guide, Issue 15 of Institut für Software Technologie (St. Augustin), 1973
- GMDTEXT: eine Texter-Verpackung Benutzeranleitung (Volume 197 of Arbeitspapiere der Gesellschaft für Mathematik und Datenverarbeitung, GMD, 1986
- "MuTeX, MusicTeX, and MusiXTeX" in Eleanor Selfridge-Field (ed.) Beyond MIDI: The handbook of musical codes, MIT Press, 1997, pp. 222-231. ISBN 0-262-19394-9

## IMSLPとの統合
2011年8月23日にWerner Icking Music Archiveが国際楽譜ライブラリープロジェクト (IMSLP)と統合すると発表された。また、この発表の5日前に寄稿者向けのオープンレターで統合が既に発表されていた。技術的問題を解決した後に、IMSLPは8月28日に正式に統合作業を開始すると決定した。統合完了後、WIMAのコレクション全体は実質的にIMSLPの一部になった。